# Kayla Perrin
Kayla Perrin (có thể sinh năm 1970)  là một tác giả người Canada gốc Jamaica, người đã viết tiểu thuyết lãng mạn, sách thiếu nhi và tiểu thuyết giật gân. "Cô ấy đã nhận được Giải thưởng Nghệ thuật cho bài viết của mình từ thành phố Brampton, Ontario."  Perrin đã nhận được giải thưởng Harry Jerome vì sự xuất sắc trong nghệ thuật vào năm 2011. Cô được đặc trưng trong bộ phim tài liệu Who Afston of Happy Endings.